# Frailea gracillima
Фрайлея струнка (Frailea gracillima) — рослина з роду фрайлея.

## Опис
Стебло кактуса циліндричної форми, до десяти сантиметрів заввишки і два з половиною сантиметра в діаметрі, ареоли опушені білим. Дві центральні, до п'яти міліметрів завдовжки колючки оточені шістнадцятьма радіальними, короткими колючками. Колючки темні. Цвіте великими, жовтими квітками.

## Ареал
Рослина поширена на південному сході штату Ріу-Гранді-ду-Сул (Бразилія) і в багатьох районах Парагваю.

## Синоніми
- Echinocactus gracillimus — Monville in Lemaire, Cact. Gen. Nov. Sp. 24. 1839.
- Echinocactus pumilus gracillimus — Schumann, Gesamtb. Kakteen 394. 1898.